# Relaciones Costa Rica-El Salvador
Las relaciones Costa Rica-El Salvador se refieren a las relaciones internacionales que existen entre Costa Rica y El Salvador.
Históricamente, ambos países formaban parte del Imperio español hasta principios del siglo XIX. Hoy en día, ambos países son miembros de pleno derecho del Grupo de Río, de la Unión Latina, de la Asociación de Academias de la Lengua Española, de la Organización de Estados Americanos, Organización de Estados Iberoamericanos, de la Comunidad de Estados Latinoamericanos y del Caribe y del Grupo de los 77.

## Historia

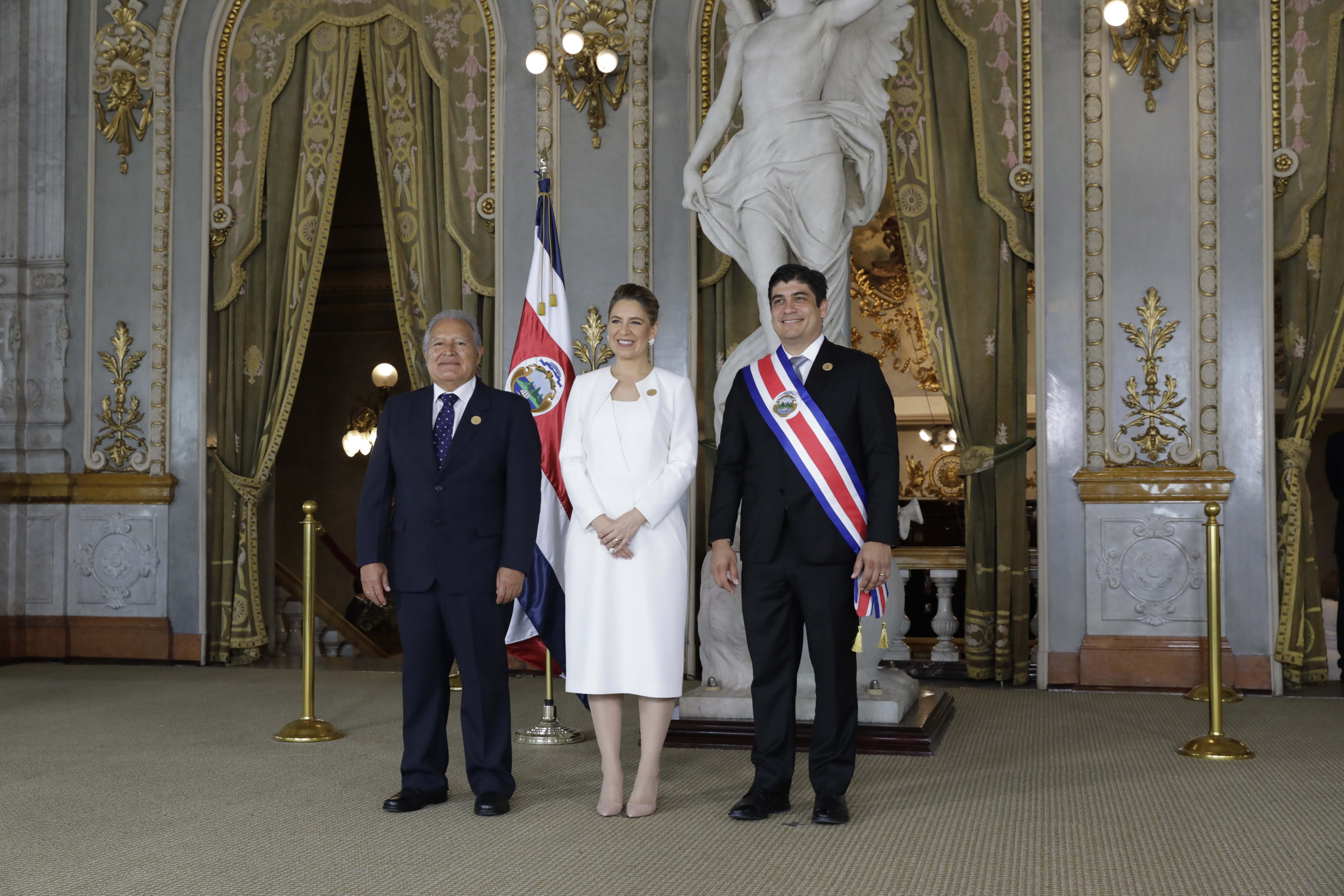
Presidente de El Salvador Salvador Sánchez Cern visita Costa Rica con motivo de toma de posesión del presidente Carlos Alvarado Casada

Las relaciones diplomáticas entre Costa Rica y el Salvador se formalizaron en 1845, mediante la acreditación de Marcos Idígoras como enviado de El Salvador en San José y la firma, el 10 de diciembre de ese año, del tratado de amistad y alianza Calvo-Idígoras. El primer agente diplomático de Costa Rica en El Salvador fue el General José María Cañas Escamilla, acreditado en 1848.

## Relaciones diplomáticas
- Costa Rica tiene una embajada en San Salvador.[2]
- El Salvador tiene una embajada en San José.[3]

## Datos demográficos

### Poblaciones históricas de Costa Rica y El Salvador
| Departamentos de El Salvador y Provincias de Costa Rica por Población (Según el censo costarricense de 2022 y el censo salvadoreño de 2024)     | Departamentos de El Salvador y Provincias de Costa Rica por Población (Según el censo costarricense de 2022 y el censo salvadoreño de 2024) | Departamentos de El Salvador y Provincias de Costa Rica por Población (Según el censo costarricense de 2022 y el censo salvadoreño de 2024) | Departamentos de El Salvador y Provincias de Costa Rica por Población (Según el censo costarricense de 2022 y el censo salvadoreño de 2024) |  |
| N.º | Departamento o provincia | Habitantes | Pertenece a |  |
| --- | --- | --- | --- |  |
| 1.º | San José | 1 601 167 | Costa Rica |  |
| 2.º | San Salvador | 1 563 371 | El Salvador |  |
| 3.º | Alajuela | 1 035 464 | Costa Rica |  |
| | | | |  |
| 4.º | La Libertad | 765 879 | El Salvador |  |
| 5.º | Santa Ana | 552 938 | El Salvador |  |
| 6.º | Cartago | 545 092 | Costa Rica |  |
| 7.º | Puntarenas | 500 166 | Costa Rica |  |
| | | | |  |
| 8.º | Heredia | 479 117 | Costa Rica |  |
| 9.º | Sonsonate | 470 455 | El Salvador |  |
| 10.º | Limón | 470 383 | Costa Rica |  |
| 11.º | San Miguel | 447 634 | El Salvador |  |
| 12.º | Guanacaste | 412 808 | Costa Rica |  |
| 13.º | Ahuachapán | 348 880 | El Salvador |  |
| 14.º | Usulután | 325 494 | El Salvador |  |
| 15.º | La Paz | 318 374 | El Salvador |  |
| 16.º | Cuscatlán | 244 901 | El Salvador |  |
| 17.º | La Unión | 224 375 | El Salvador |  |
| 18.º | Chalatenango | 185 930 | El Salvador |  |
| 19.º | Morazán | 169 784 | El Salvador |  |
| 20.º | San Vicente | 161 857 | El Salvador |  |
| 21.º | Cabañas | 143 049 | El Salvador |  |
| | | | |  |
| TOTAL | Costa Rica | 5 044 197 | 45,5 % |  |
| TOTAL | El Salvador | 6 029 976 | 54,5 % |  |
| TOTAL | El Salvador y Costa Rica | 11 074 173 | 100 % |  |
| Fuente: Oficina Nacional de Estadística y Censos de El Salvador (ONEC) Fuente: Instituto Nacional de Estadística y Censos de Costa Rica (INEC). | | | |  |